# Rådmansgatan (tunnelbanestation)
Rådmansgatan är en station i Stockholms tunnelbana belägen i stadsdelen Vasastan i Stockholms innerstad.
Stationen ligger under Sveavägen mellan Rådmansgatan och Rehnsgatan. Stationen är belägen mellan stationerna Odenplan och Hötorget och togs i bruk den 26 oktober 1952. Arkitekt var Gunnar Lené. Avståndet till station Slussen är 2,8 kilometer.
Stationen är den enda i tunnelbanenätet som är uppkallad efter en gata.
Stationen trafikeras av T-bana 1 (gröna linjen). Plattformen har gula kakelklädda väggar och ligger 8 meter under marken. Det finns två biljetthallar med vardera två entréer från gatuplan. Från söder vid Sveavägen 53 och Sveavägen 80 samt från norr vid Handelshögskolan vid Sveavägen 98 och Observatorielundens södra hörn.
Konstnärlig utsmyckning vid den södra entrén med ett antal Strindbergsemaljer av konstnären Sture V Nilsson och är från 1983. Stationen har 28 100 trafikanter ett genomsnittligt vinterdagsdygn.
29 maj 1959 skedde en tunnelbaneolycka vid stationen Rådmansgatan. Ett norrgående tåg skulle köra in på  ett stickspår men något gick snett, istället körde tåget in i ett relähus. Kostnaden för reparationer för skadorna uppgick mot en halv miljon kronor. 

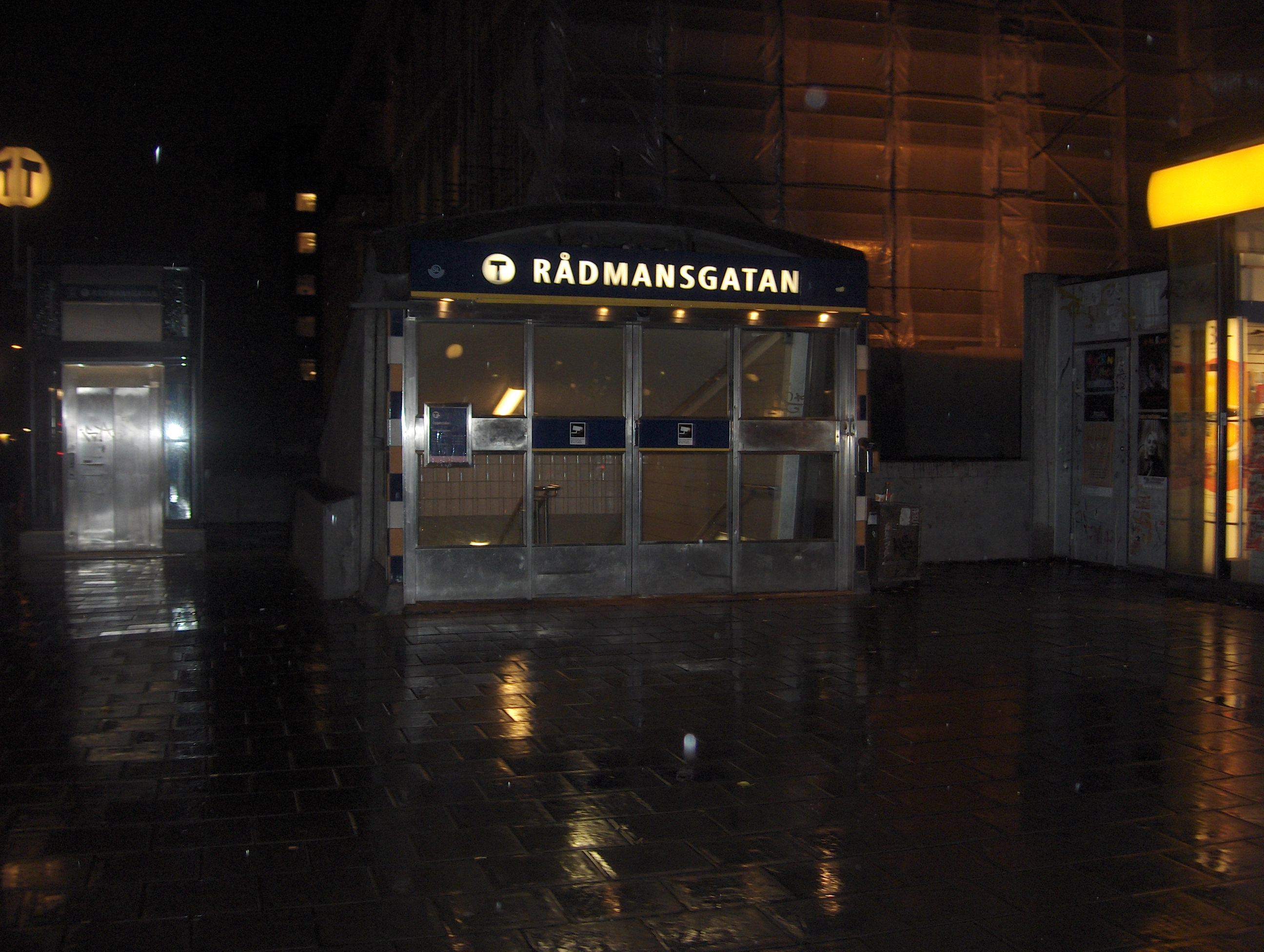
Utanför tunnelbanestationen.
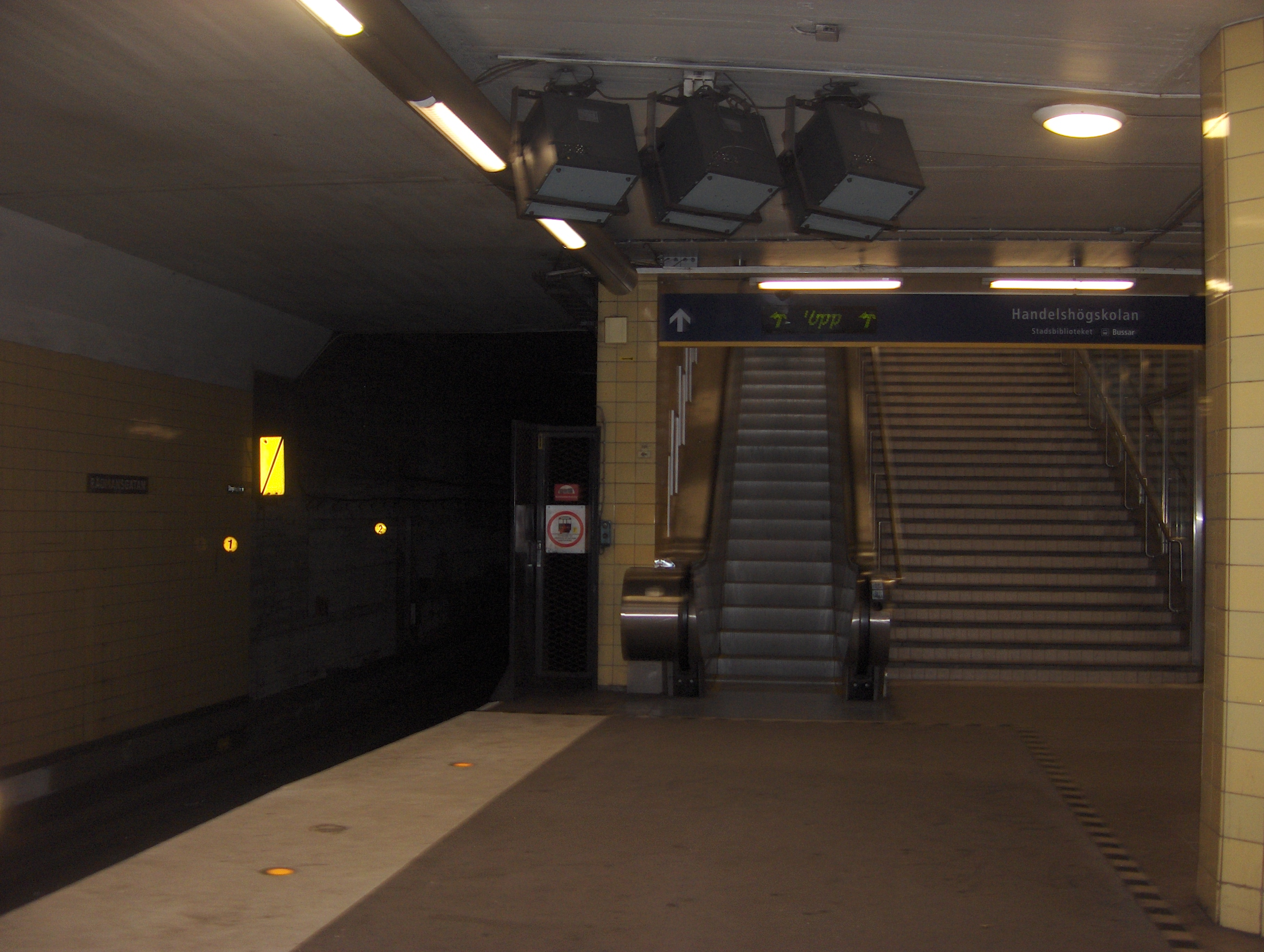
Uppgången från tunnelbanestationen.